# Debidwar
Debidwar (en bengali : দেবীদ্বার) est une upazila du Bangladesh dans le district de Comilla. En 1991, on y dénombrait 336 877 habitants.